# Phlox subulata
Phlox subulata là một loài thực vật có hoa trong họ Polemoniaceae. Loài này được L. miêu tả khoa học đầu tiên năm 1753.

## Hình ảnh

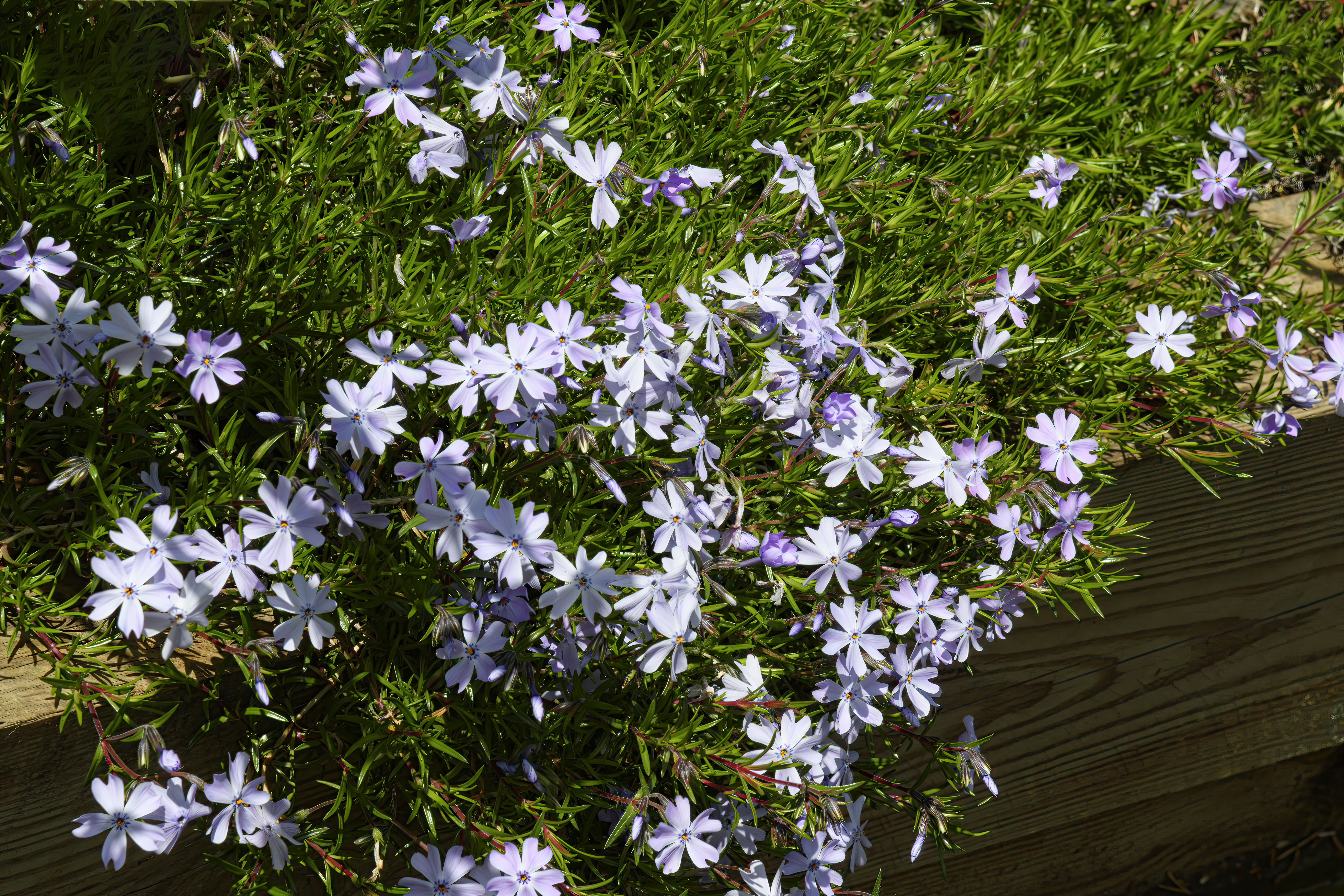
Phlox subulata 'Emerald Cushion Blue'
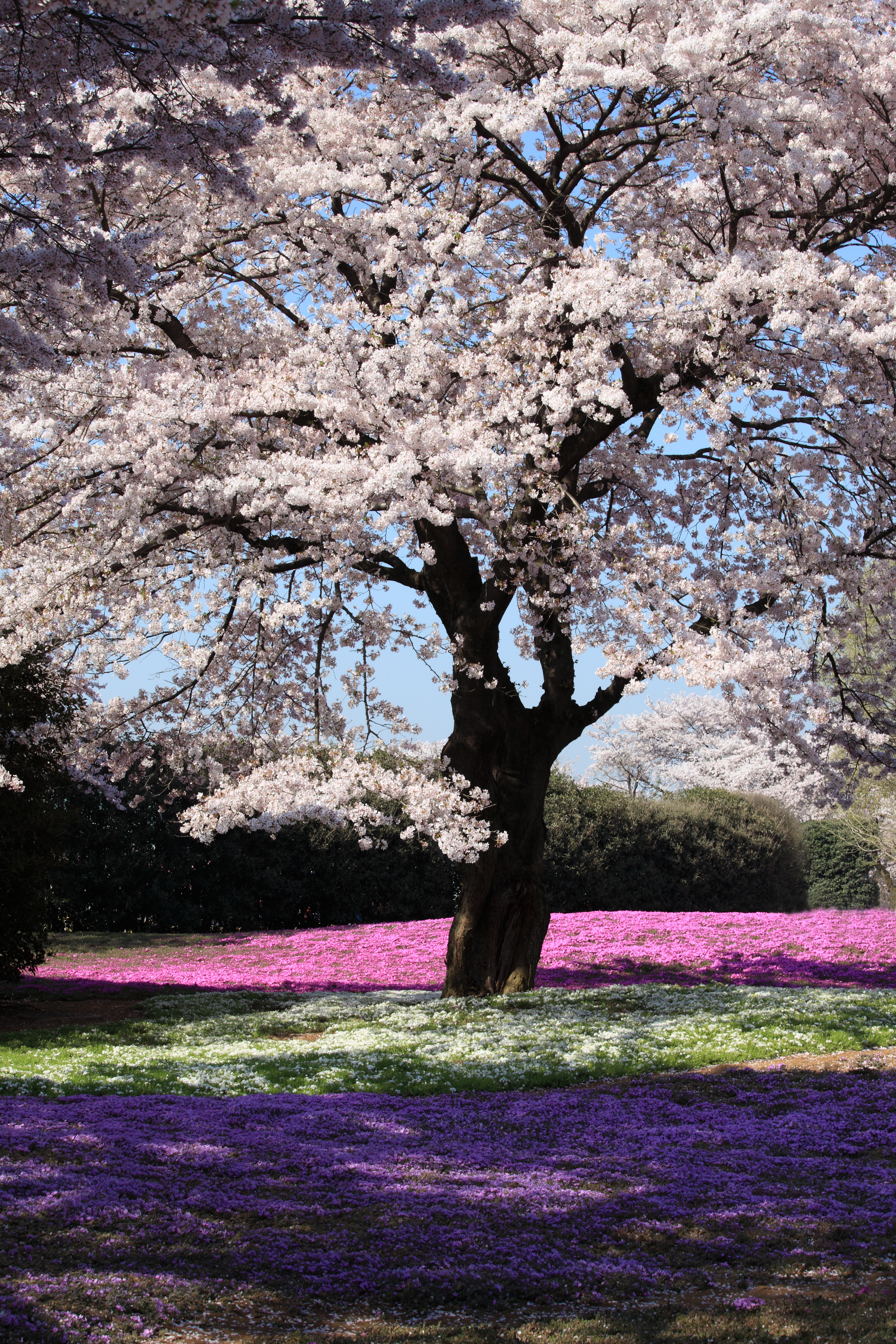
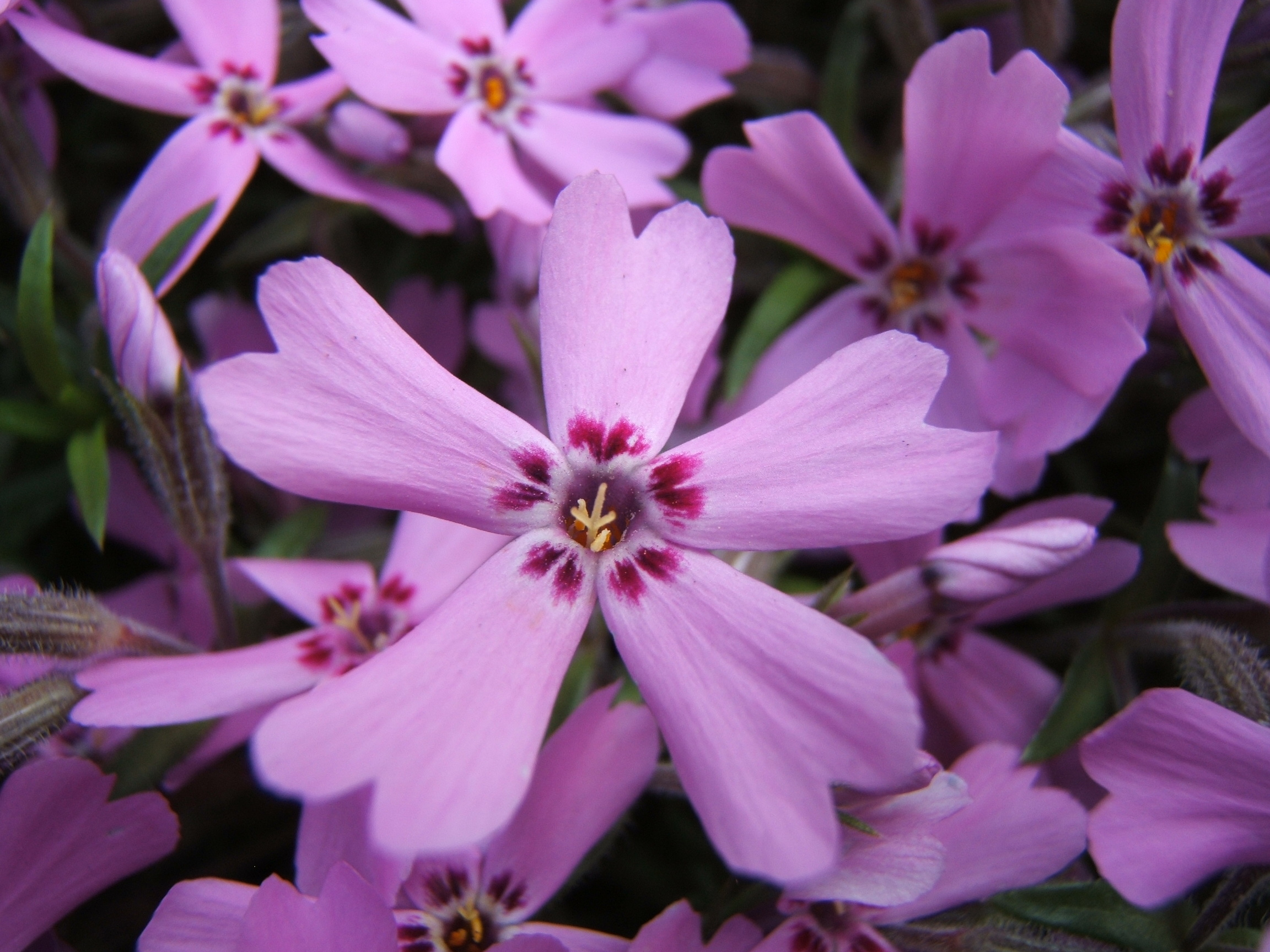
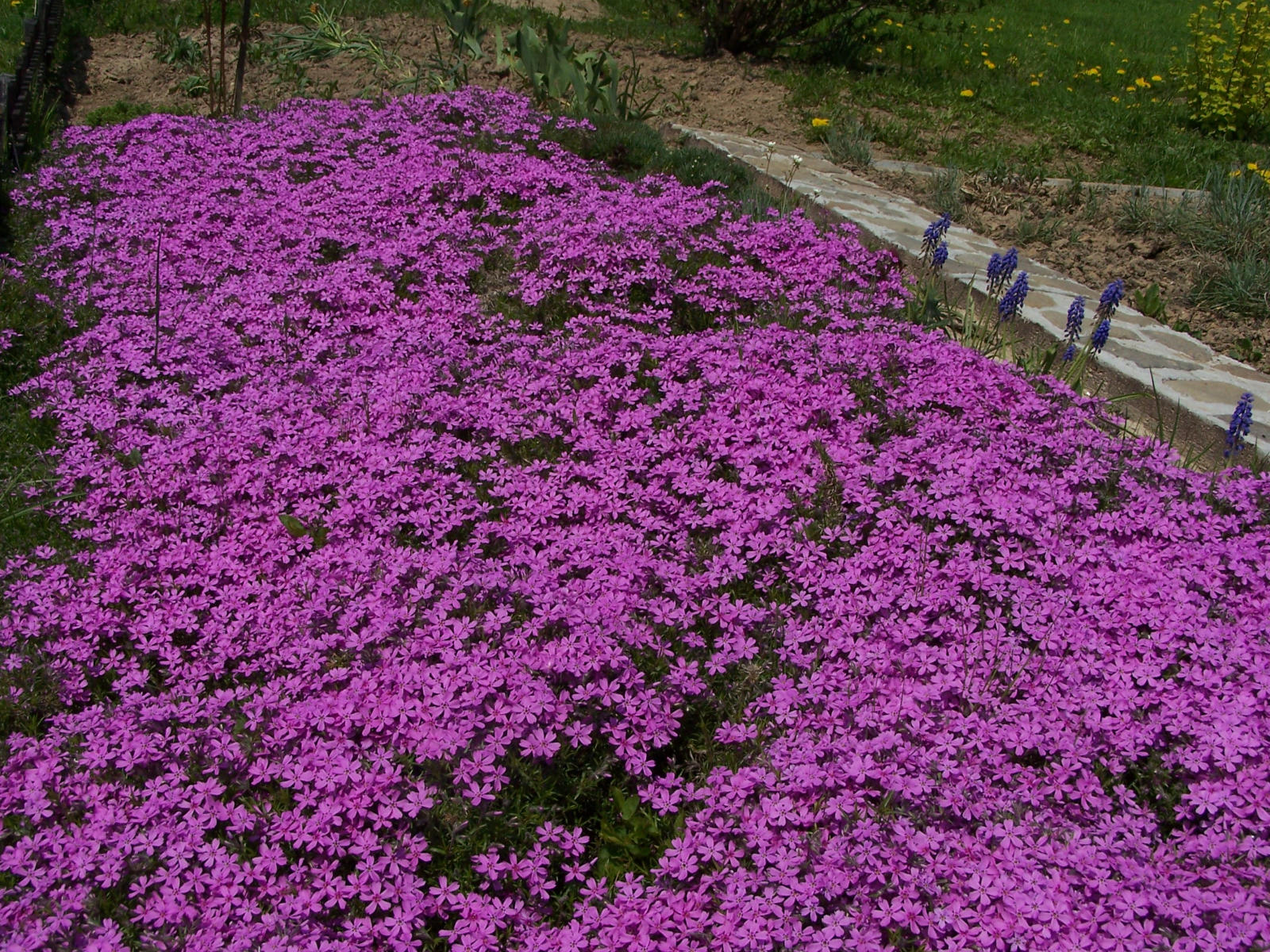
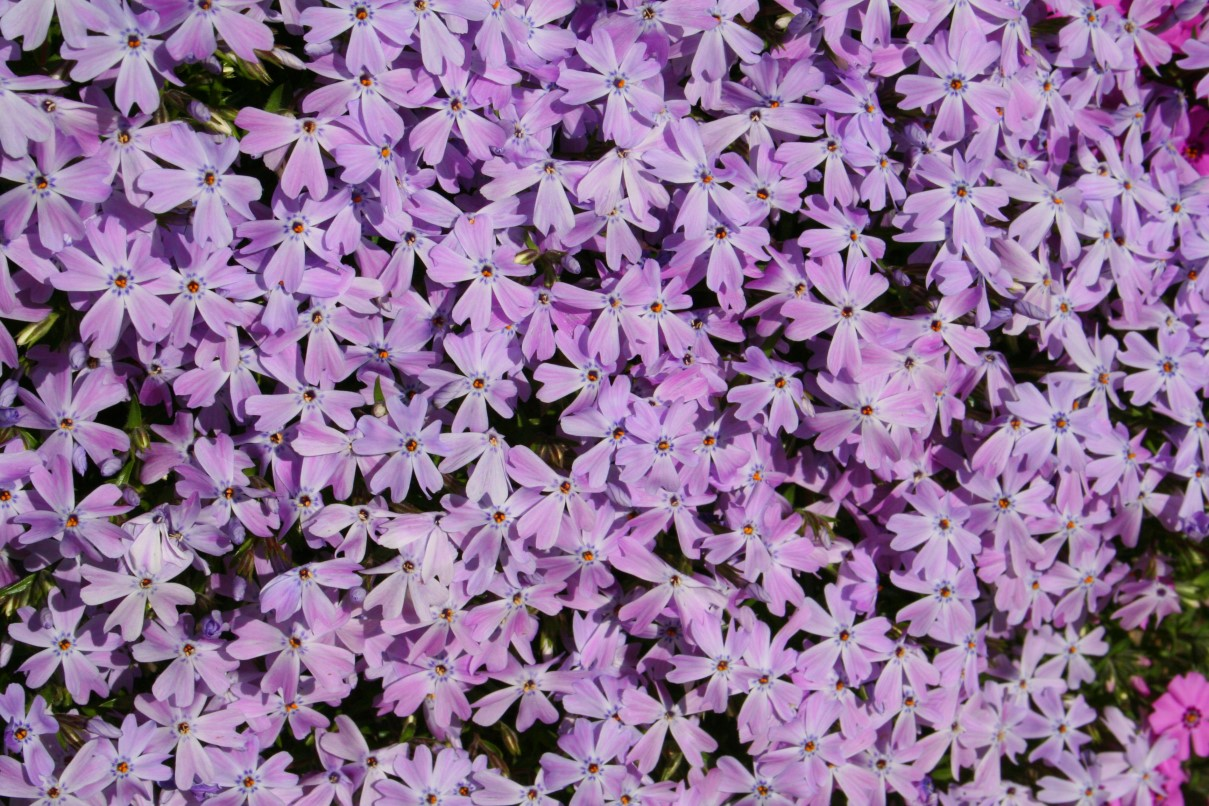